# Clux-Villeneuve
Clux-Villeneuve é uma comuna francesa na região administrativa da Borgonha-Franco-Condado, no departamento de Saône-et-Loire. Estende-se por uma área de 15.36 km². Em 2010 a comuna tinha 330 habitantes (densidade: 21,5 hab./km²).
Foi criada em 1 de janeiro de 2015, a partir da fusão das antigas comunas de Clux e La Villeneuve.